# Lac Harku
Le lac Harku (estonien : Harku järv, anciennement Haabersti järv, Loodjärv, Argo järv) est un lac se situant dans l'arrondissement de Haabersti, dans la ville de Tallinn, capitale de l'Estonie.

## Présentation
Le lac Harku a une superficie de 163 hectares et mesure 2,0 kilomètres de long et 1,2 kilomètres de large. 
Il s'écoule par le canal Tiskre, qui commence à l'extrémité nord-ouest du lac et se jette dans le Golfe de Finlande à 3,2 kilomètres de la baie de Kakumäe. 
L'étendue du bassin versant du lac est de 47,2 kilomètres carrés,,.
Le lac a une profondeur moyenne de 1,6 m et maximale de 2,5 m.
La superficie du lac est de 1,64 km². 
Le volume calculé du lac peut être déterminé comme étant de 0,0026 kilomètres cubes, soit 2,6 millions de mètres cubes. La longueur du littoral du lac est de 6,8 kilomètres et il est situé à la limite de l'agglomération urbaine de Tallinn, du côté ouest de Paldiski maantee,.
Il s'agit de l'ancienne partie de la mer Baltique, qui, il y a environ 2 000 ans, s'est séparée à la suite du rebond post-glaciaire. 
Au fond du lac, il y a une couche de boue de 2 à 3 mètres d'épaisseur. 
Le lac Harku est propice à la pêche, la baignade et les sports nautiques y sont également pratiqués
Autrefois, le lac Harku s'appelait Loodjärvi. 
Le nom vient du fait que, vu de la colline au-dessus, le lac semblait être aussi haut que la mer en arrière-plan.

## Galerie

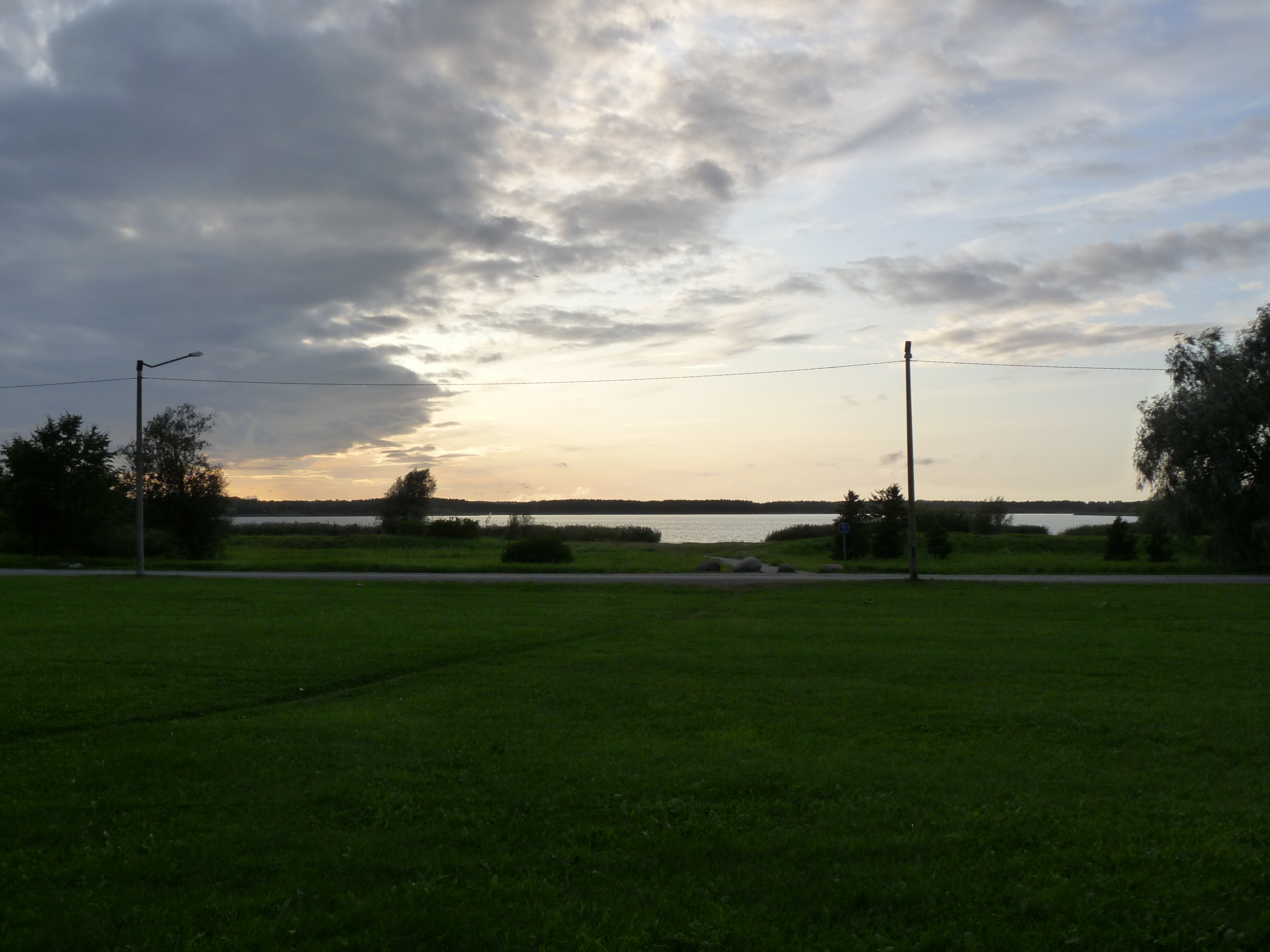
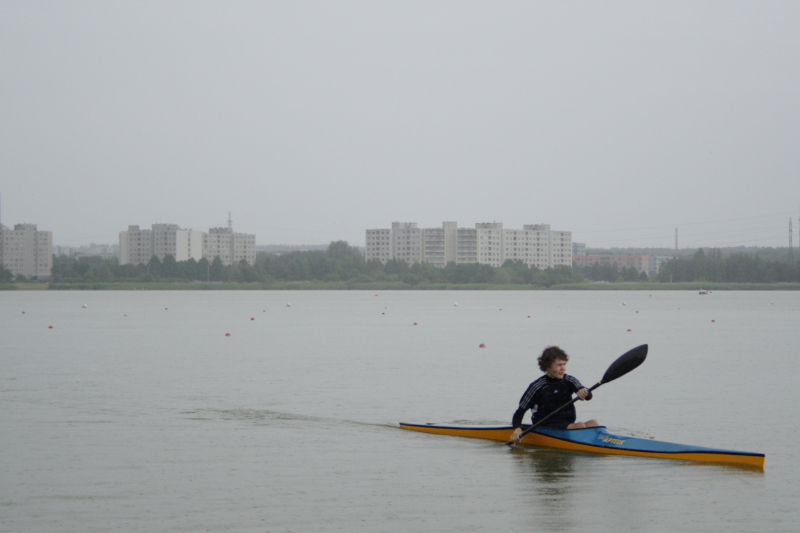
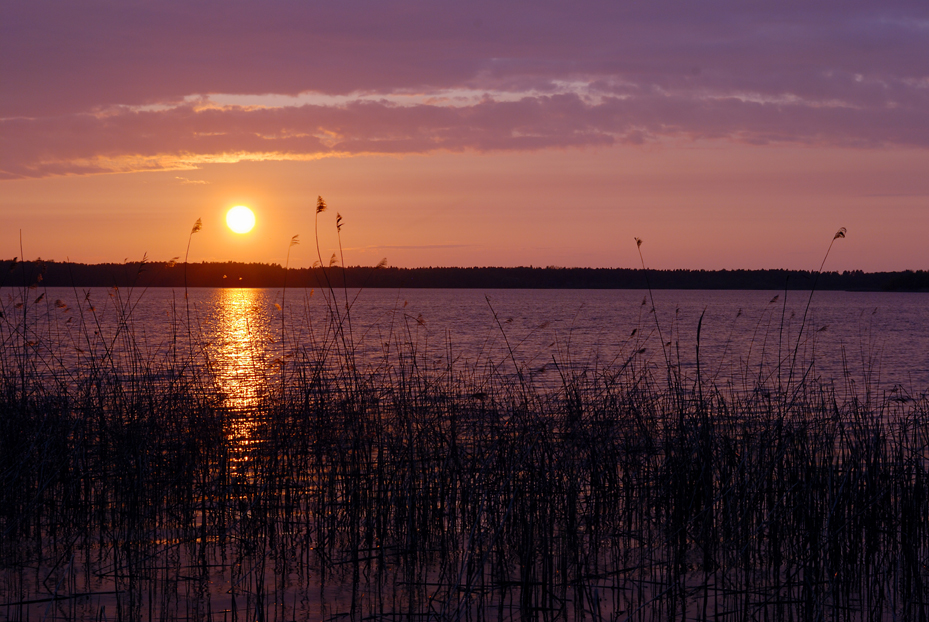